# Antifascisme
|  | Ikke-afgrænsbar liste Denne artikel indeholder en eller flere lister, som vurderes ikke afgrænsbare og er derfor indstillet til forflytning til ønskelister i passende kategorier. Hvis du mener, listerne bør bibeholdes i artikelnavnerummet, bør du tilpasse dem til Wikipedias listepolitik. |

Antifascisme er modstanden mod fascistiske ideologier, grupper eller individer. Historisk set er den blevet associeret med den anarkistiske bevægelse, selvom mange individer som ikke tilhører denne bevægelse deler de antifascistiske meninger. Dog er mange antifascistiske organisationer og den aktive kamp mod fascismen beslægtede med den socialistiske og anarkistiske bevægelse. I den anarkistiske bevægelse indbefatter antifascisme altid antimilitarisme da de to oftest betragtes som meget nært beslægtede. I en bredere forstand indbefatter begrebet også modstand mod homofobi, sexisme, racisme og indskrænkninger af civile friheder, for eksempel når et land er i undtagelsestilstand. I den allerbredeste forstand er en antifascist enhver som modsætter sig fascisme og/eller deltager i antifascistiske direkt aktioner.

## Modstandsbevægelser og vold
De fleste store modstandsbevægelser under 2. verdenskrig var antifascistiske, selvom antifascisme som en ideologi historisk set er blevet associeret med den socialistiske bevægelse. Nogle medlemmer som meldte sig til modstandsbevægelser var ikke antifascister. I Frankrig var der f.eks. temmelig mange af de mennesker som sluttede sig til bevægelsen mod Vichy-regeringen som kom fra de højreorienterede nationalister og royalistister, hvilket bestemt ikke gjorde dem "antifascistiske".
Derfor er antifascismen som en særskilt teori og praksis historisk begrænset til den socialistiske bevægelse, selvom der med tilsynekomsten af nye, alternative politiske bevægelser (De Grønne værende en af dem) er en mulighed for at den traditionelt socialist-forbundne antifascisme kan brede sig til andre venstreorienterede.
Selvom mange moderate højreorienterede folk er antiracistiske og modsætter sig fascismen, betragtes de ikke som "antifascister" da de ikke organiserer sig i specifikke gruppe med den antifascistiske kamp som målsætning.
Selvom voldelig eller militant antifascisme eksisterer, kan bevægelsen også være ikke-voldelig; man er ikke nødvendigvis antifascist for at "bekæmpe" fascisme med vold, selvom vold spillede en vigtig rolle i 1920'erne og 1930'erne da antifascister blev konfronterede med aggressive højreekstremistiske grupper som den royalistiske Action Française bevægelse i Frankrig, som dominerede Latinerkvarteret studenters nabolag (selvom de var royalister havde Action Française også medlemmer som Georges Valois, som senere fandt Faisceau fascistbevægelsen, skabt på grundlag af det italienske Fascio). I Italien i 1920'erne måtte antifascister kæmpe mod de voldelige sortskjorter, mens de i Tyskland blev konfronteret med Frikorps. Sortskjorterne opløste generalstrejker ved brug af vold, og den eneste måde hvorpå arbejderbevægelsen kunne forsvare sig var fysisk. På den måde forklarer begivenheder fra før 2. verdenskrig hvorfor antifascismen er blevet associeret med vold.
Mange antifa aktivister mener i dag at vold ikke kan berettiges siden fascister, i de fleste lande, ikke repræsenterer en massiv fysisk trussel. De mener at de bør bekæmpes intellektuelt. Andre er dog uenige og pointerer at fascistiske skinheads er en reel trussel i visse nabolag og af og til har dræbt mennesker. Disse antifascister hævder at selvforsvar er nødvendigt, fordi de mener at staten ikke beskytter hele befolkningen i visse nabolag i samme grad. I Rusland har nogle nynazister for nylig begået diverse hate crimes mod udlændinge. Nogle antifascistiske grupper er: Anti-Racist Action, en amerikansk gruppe stiftet i 1990'erne; den britiske Anti-Nazi League, oprettet i 1977 og som i 2002 fusionerede med Unite Against Fascism, hvis formand er Londons borgmester Ken Livingstone; den britiske Anti-Fascist Action, som bekæmper National Front og British National Party (BNP); Anarko-skinheads (man må huske på at den oprindelige skinheadbevægelse var antifascistisk og det er først senere at størstedelen er blevet nynazister).[kilde mangler]

## Antifascister
- Mordechaj Anielewicz
- Tony Blackplait
- Jean de Boe
- Joseph Bonanno

- Willy Brandt (SAP/SPD)
- Menno ter Braak (Hollandsk forfatter 1902 – 1940)
- Albert Camus
- Emil Carlebach (1914 – 2001)

- Daniel Cohn-Bendit
- Benedetto Croce
- Buenaventura Durruti

- Albert Einstein
- Carl Einstein
- Georg Elser
- David Emory
- Walter Fisch
- David Frankfurter
- Jozef Gabčík
- Etty Gingold
- Peter Gingold
- Leone Ginzburg
- Kurt Goldstein
- Antonio Gramsci
- Wilhelm Hammann
- Alfred Hausser (1912 – 2003)
- Walter Hochmuth (1904 – 1979)
- Israel Holmgren
- Erich Honecker
- Victor Jara
- Ernst Kirchweger
- Jakob Kindinger
- Eugen Kogon
- Johann Koplenig
- Jan Kubiš
- Uno Laht
- Martin Lindblom
- Marinus van der Lubbe
- Georg Lukács
- Agustin Remiro Manero
- Herbert Marcuse

- Jean Moulin
- Oskar Müller
- Edvard Munch
- Ture Nerman
- George Orwell
- Adrien Perrissaguet

- Christian Pineau
- Jean-Paul Sartre
- Hannie Schaft
- Richard Scheringer
- Emil Schmidt
- Lotte Schmidt
- Willy Schmidt (1911 – 2003)
- Kurt Schumacher
- Fritz Selbmann
- Jakob Martin Strid
- Josip Broz Tito
- Lev Trotskij
- Walter Vielhauer
- Nancy Wake
- Simon Wiesenthal
- Eleonore Wolf
- Paul Wulf (1921 – 1999)

## Antifascistiske organisationer

### Før 2. verdenskrig
- National Blue Shirt Minutemen (USA, 1936)
- Antifascistisk Aktion forkortet AFA

### 2. verdenskrig
- Albanske modstandsbevægelse
- Hviderussisk modstandsbevægelse
- Belgisk modstandsbevægelse
- Tjekkiske modstandsbevægelse
- Danske modstandsbevægelse
  - BOPA
  - Holger Danske
  - Churchillklubben

- Hollandsk modstandsbevægelse
  - Valkenburg modstandsbevægelsen
- Engelsk modstandsbevægelse
  - Auxiliary Units, organiserede af oberst Colin Gubbins var en potentiel engelsk modstandsbevægelse mod en mulig invasion af de Britiske Øer af de nazistiske styrker.
- Estisk modstandsbevægelse
- Den franske modstandsbevægelse under 2. verdenskrig (dog ikke medlemmer af Action Française som deltog i modstanden)
  - Maquis

- Tysk modstandsbevægelse

- - Edelweißpiraten
  - Halder's konspiration
  - Attentatet på Hitler
  - Kreisau Cirklen
  - Operation Spark (1940)
  - Røde Orkester
  - Swing Kids

- - Weiße Rose
- Græsk modstandsbevægelse
- Hong Kong modstandsbevægelse
  - Gangjiu dadui (Hong Kong – Kowloon stor hær)
  - Dongjiang Guerillas (Organisation i det sydlige Kina og Hong Kong)
- Italienske modstandsbevægelse
- Jødiske modstandsbevægelse
  - Antyfaszystowska Organizacja Bojowa
  - Fareinigte Partizaner Organizacje
  - Żydowska Organizacja Bojowa
  - Zydowski Zwiazek Walki
- Lettisk modstandsbevægelse
- Malaysisk modstandsbevægelse
- Norsk modstandsbevægelse
- Filippinsk modstandsbevægelse -- den antijapanske del af Huk bevægelsen
- Polsk modstandsbevægelse

- - Armia Krajowa, polsk undergrundshær under 2. verdenskrig (400.000 edsvorne medlemmer)
  - Gwardia Ludowa og Armia Ludowa
- Slovakisk modstandsbevægelse
- Sovjetisk modstandsbevægelse af Sovjetiske partisaner som var Moskva-organiseret og som spontant oprettede celler som bekæmpede den tyske besættelse.

- Jugoslavisk modstandsbevægelse
  - Folkets Befrielseshær – Partisaner

### Efter 2. verdenskrig
- Antifascistisk Aktion forkortet AFA
- Anti-Nazi League
- Fight Dem Back
- KAFKA/KURF
- Pacifica Foundation
- Unite Against Fascism
- Fynske Antifascister forkortet FAF
- Kolding Antifascister
- Jyske Antifascister forkortet JAF
- Aalborg Antifa
- Reaktion
- Skinheads Against Racial Prejudices forkortet SHARP

## Antifascistiske sange
- Chant des Partisans af Anna Marly
- Die Gedanken sind frei af anonym digter
- Bella ciao tekstens forfatter ukendt, oprindeligt anvendt af anti-fascistske italienske partisaner under den anden verdenskrig.

## Kendte antifascistiske bands
- Anarchus/Cacofonia (Mexico)
- Angelic Upstarts (Storbritannien)
- Anti-Flag (USA)
- Antiruggine (Italien)
- Atari Teenage Riot (Tyskland)
- Aus Rotten (USA)
- Banda Bassotti (Italien)
- Blaggers ITA (Storbritannien)
- Bolchoi (Frankrig)
- Brigada Flores Magon (Frankrig)
- The Burial
- The Class Assassins (Canada)
- Comrade
- Contravene
- Dead Kennedys
- El Odio
- Fate2Hate (Canada)
- Fighting Chance (USA)
- Final Four
- The Flowers of Romance
- Generacion Rebelde
- Guardia Negra
- Jeunesse Apatride (Canada)
- Kaos Urbano (Spanien)
- Komintern 43
- Kontratodo (Peru)
- Kortatu
- Les Partisans (Frankrig)
- Los Fastidios (Italien)
- Molodoi (Frankrig)
- Magnus (Polen)
- Mors Aux Dents
- No Respect (Tyskland)
- Obrint Pas
- Oi Polloi (Skotland)
- Opció k-95
- The Oppressed (Wales)
- Propagandhi (Canada)
- Puntas de Acero
- Red Alert (Storbritannien)
- Red London (Storbritannien)
- The Redskins (Storbritannien)
- Scrapy
- Seein' Red
- Shots In The Dark
- Soziedad Alkoholika (Spanien)
- Those Unknown (USA)
- Thy Wicked (Tyskland)
- Unholy Grave (Japan)

## Antifascistiske bøger
- Anti-Ødipus af Giles Deleuze og Felix Guattari